# Marco Flores
Marco Flores (Lima, 29 de maio de 1977) é um ex-futebolista profissional peruano que atuava como goleiro.

## Carreira
Marco Flores fez parte do elenco da Seleção Peruana de Futebol da Copa América de 2001.[carece de fontes?]